# Palaeomolis korlana
Palaeomolis korlana là một loài bướm đêm thuộc phân họ Arctiinae, họ Erebidae.